# Улус 2-й (Зиминский район)
Улу́с 2-й — исчезнувший участок на территории Харайгунского сельского поселения Зиминского района Иркутской области.

## История
Населённый пункт основан в 1940-е годы в связи с основанием 06.07.1940 года Филипповского сельского Совета депутатов трудящихся. В 1966 году относился к Кимильтейскому сельсовету. В 1975 году вместе с населёнными пунктами Харайгун, Бодорой, Мольта и Черемшанка (последний в настоящее время в составе Буринского МО) вошёл в состав недавно образованного Харайгунского сельсовета. На топографической карте Генштаба СССР 1984 года отмечен как нежилой.

## Состояние
На 2004 год участка Улус 2-й как населённого пункта не существует, в документах упоминается только урочище Улус.